# Henri de Laplane
Pour les articles homonymes, voir Laplane.
Henri de Laplane, né le 28 février 1806 à Saint-Omer (Pas-de-Calais) et mort le 23 octobre 1873 à Saint-Omer, est un homme politique et historien français.

## Biographie
Avocat à Grenoble, il est juge auditeur à Forcalquier en 1826. Il démissionne en 1830 pour se fixer à Saint-Omer, où il s'occupe d'archéologie et d'histoire locale, devenant secrétaire perpétuel de la Société académique des antiquaires de la Morinie et inspecteur des Monuments historiques. Il est député des Basses-Alpes de 1846 à 1848, siégeant dans la majorité soutenant la monarchie de Juillet.
Henri de Laplane a été membre des sociétés savantes suivantes :
- Académie des sciences, belles-lettres et arts de Savoie, membre correspondant, le 26 juin 1862[2].
- Académie des sciences, lettres et arts d'Arras, secrétaire perpétuel en 1850
- Comité des travaux historiques et scientifiques, membre correspondant (1840-1873)
- Commission départementale d'histoire et d'archéologie du Pas-de-Calais
- Commission des antiquités départementales du Pas-de-Calais
- Société académique des antiquaires de la Morinie, membre titulaire (1839, 1840), secrétaire archiviste (1845-1847), secrétaire perpétuel adjoint (1849), secrétaire perpétuel (1855-1873)

De par ses fonctions dans la société des antiquaires de la Morinie, il fut également membre honoraire ou correspondant de nombreuses sociétés savantes de la région.

## Distinction
Henri de Laplane est fait chevalier de la Légion d'honneur le 12 août 1858.
Il est lauréat de l'Institut

## Sources
- « Henri de Laplane », dans Adolphe Robert et Gaston Cougny, Dictionnaire des parlementaires français, Edgar Bourloton, 1889-1891 [détail de l’édition]